# Quintus Aelius Tubero
Quintus Aelius Tubero est un jurisconsulte et homme politique romain de la fin du Ier siècle av. J.-C.

## Biographie
Fils de Lucius Aelius Tubero, un ami et parent de Ciceron, il est sénateur en -31.
De son premier mariage avec Sulpicia, la fille de Servius Sulpicius Rufus, il est le père de Quintus Aelius Tubero, consul suffect en -11, de Sextus Aelius Catus, lui-même consul en 4, et d'Aelia, épouse de Lucius Cassius Longinus (de), consul suffect en 11. 
Plus tard, il épousera Iunia, sœur de Quintus Iunius Blaesus, consul suffect en 10 et future mère de Séjan.
Sa petite-fille est Aelia Paetina, qui se marie au futur empereur Claude en 28. De plus, il doit être apparenté à Aelia Catella, une aristocrate romaine née vers -21, qui participe (bien qu'âgée de 80 ans) aux jeux des Juvénales de 59.

## Œuvres
Il reste quelques fragments de son œuvre juridique dans les Institutes. C'est lui qui accusa Ligarius, qui fut éloquemment défendu par Cicéron dans son Pro Ligario.
Aulu-Gelle cite dans ses Nuits Attiques une Histoire de Tubéron, à propos d'épisodes de la première guerre punique relatifs à Regulus.

## Sources
- (en) Cet article est partiellement ou en totalité issu de l’article de Wikipédia en anglais intitulé « Quintus Aelius Tubero » (voir la liste des auteurs).